# اشلی بنسون
اشلی ویکتوریا بنسون (انگلیسی: Ashley Victoria Benson" زادهٔ ۱۸ دسامبر ۱۹۸۹) هنرپیشه و مدل آمریکایی است. بیشتر معروفیت وی، به خاطر بازی در سریال دروغ‌گوهای کوچک زیبامی‌باشد. همچنین او در مجموعه تلویزیونی آشنایی با مادر ساخت ۲۰۰۵ میلادی، ایفای نقش کرد که تا کنون پنج بار برنده جایزه امی شده، و فصل نهم این سریال تا ۲۰۱۴ پایان می‌یابد. بنسون همچنین در سریال‌های سی‌اس‌آی: میامی و نقش‌آفرینی کرده‌است و در فیلم رفتن از ۱۳ به ۳۰ در کنار جنیفر گارنر و مارک رافلو همبازی بوده‌است. او در سریال دروغ‌گوهای کوچک زیبا در نقش «هانا مارین» بازی کرده‌است و در فیلم تعطیلات بهاری در نقش «بریت» بوده‌است. وی در این فیلم با بازیگرانی مانند جیمز فرانکو و سلنا گومز بازی کرده‌است.
شایعه بود که این بازیگر با جیمز فرانکو رابطه دارد ولی برخی از منابع با دلیل این مسئله رد کردند و هر دو آن‌ها تأیید کردند که فقط دوستان عادی هستند. وی مدتی با کارا دلوین در رابطه بود که این رابطه بعد از چند ماه به پایان رسید.

## افتخارات
اشلی بنسون به عنوان یکی از زیباترین زنان جهان در لیست جهانی BWC ثبت شده‌است.

## فیلم‌شناسی
| نام فیلم          | سال  | نقش        |
| ----------------- | ---- | ---------- |
| رفتن از ۱۳ به ۳۰  | ۲۰۰۴ | دختر ششم   |
| همسایه‌ها          | ۲۰۰۵ | میندی      |
| بارت یک اتاق دارد | ۲۰۰۸ |            |
| تعطیلات بهاری     | ۲۰۱۲ | بریت       |
| پیکسل‌ها           | ۲۰۱۵ | خانم لیسا  |
| الویس و نیکسون    | ۲۰۱۶ | مارگارت    |
| مزمن شهری         | ۲۰۱۶ |            |
| بوی او            | ۲۰۱۸ | راکسی راتن |
| کیک تولد          | ۲۰۲۱ |            |